# Ван дер Звард, Тилли
Матильда Катрина (Тилли) ван дер Маде ван дер Звард (нидерл. Mathilda Catrina "Tilly" van der Made-van der Zwaard; 18 января 1938, Лейден, Южная Голландия — 6 февраля 2019, Эджуотер, Флорида) — нидерландская легкоатлетка, специалистка по бегу на короткие и средние дистанции. Выступала за сборную Нидерландов по лёгкой атлетике в 1960-х годах, обладательница бронзовой медали чемпионата Европы в Белграде, многократная чемпионка Нидерландов, рекордсменка страны, участница двух летних Олимпийских игр.

## Биография
Тилли ван дер Звард родилась 18 января 1938 года в городе Лейден, Нидерланды.
Занималась бегом в легкоатлетическом клубе «Сагитта» в Амстердаме. Проходила подготовку под руководством тренеров Яна Бланкерса и Тона Эйкенбума.
Первого серьёзного успеха на взрослом международном уровне добилась в сезоне 1962 года, когда вошла в основной состав нидерландской национальной сборной и побывала на чемпионате Европы в Белграде, откуда привезла награду бронзового достоинства, выигранную в беге на 400 метров — в финале уступила только советской бегунье Марии Иткиной и британке Джой Гривсон. При этом установила национальный рекорд Нидерландов в данной дисциплине — 54,4 секунды.
Благодаря череде удачных выступлений удостоилась права защищать честь страны на летних Олимпийских играх 1964 года в Токио. В беге на 400 метров благополучно преодолела предварительный квалификационный забег и стадию полуфиналов, тогда как в решающем финальном забеге с результатом 55,2 секунды финишировала шестой.
25 ноября 1964 года вышла замуж за Гера ван дер Маде, а в июле 1966 года родила дочь Эвелин. В связи с рождением ребёнка взяла некоторый перерыв в спортивной карьере.
В 1968 году вернулась в легкоатлетическую команду Нидерландов, установила личные рекорды на дистанциях 200 метров (23,9), 400 метров (53,2) и 800 метров (2:04,4), прошла отбор на Олимпийские игры в Мехико. На сей раз стартовала в программе бега на 800 метров, однако здесь выбыла из борьбы уже на предварительном квалификационном этапе, показав результат 2:10,5 и заняв последнее шестое место в своей группе.
Впоследствии ван дер Звард оставалась действующей спортсменкой вплоть до 1973 года, хотя в последнее время уже не показывала сколько-нибудь значимые результаты на международной арене. В течение своей спортивной карьеры в общей сложности пять раз становилась чемпионкой Нидерландов по лёгкой атлетике: дважды в дисциплине 200 метров (1962, 1963) и трижды в дисциплине 400 метров (1962, 1963, 1964). Также является двукратной чемпионкой Нидерландов по лёгкой атлетике в помещении: в дисциплинах 500 и 800 метров (1970).
В 1979 году вместе с мужем и дочерью переехала на постоянное жительство во Флориду, США, куда ранее уже несколько раз ездила отдыхать. До выхода на пенсию в 1986 году занималась административной деятельностью, при этом её брак в конечном счёте распался, и с 1988 года она жила одна.
Умерла 6 февраля 2019 года в городе Эджуотер в возрасте 81 года.